# Walter Krebs (Schiffbauingenieur)
Walter Krebs (* 12. August 1890 in Berlin; † 23. November 1977 in Rostock) war ein deutscher Schiffbauingenieur; von 1955 bis 1961 war er Professor mit Lehrauftrag für elektrische Anlagen auf Schiffen an der Universität Rostock. 	

## Leben
Walter Christian Victor Krebs wurde in Berlin als Sohn des Verlagsbuchhändlers August Krebs (1856–1946) und dessen Ehefrau Ide Krebs (1854–1935) geboren. Nach dem Abitur im Jahr 1909 studierte Krebs von 1909 bis 1919 Starkstromtechnik an der TH Berlin; das Studium wurde von 1914 bis 1918 durch Teilnahme am Ersten Weltkrieg unterbrochen. Nach dem Studium arbeitete er von 1919 bis 1931 als Verkäufer und Bauleiter für elektrische Industrieanlagen bei den Siemens-Schuckertwerken in Dresden, Berlin und Frankfurt (Oder). Von 1934 bis 1938 war er als Betriebsingenieur bei den Junkers Motorenbau und Junkers Flugzeugwerken in Dessau tätig. 
Krebs nahm als Soldat am Zweiten Weltkrieg teil und geriet 1945 in sowjetische Kriegsgefangenschaft. 
Ab 1945 arbeitete er als Holzbildhauer, Gruppenleiter für Großschiffbau beim VEB Schiffselektrik, sowie Gruppenleiter für Großschiffbau beim VEB Warnowwerft in Warnemünde. 
Ab 1955 war Krebs, bis zu seiner Emeritierung 1961, Professor an der Universität Rostock. 1964 verfasste er eine altgeschichtliche Dissertation mit dem Titel Elefanten in den Heeren der Antike und wurde an der Universität Rostock zum Dr. phil. promoviert. 

## Forschung und Lehre
Krebs lehrte von 1951 bis 1963 an der Schiffbautechnischen Fakultät am Institut für elektrische Anlagen auf Schiffen. Seine Schwerpunkte waren Energiewirtschaft und Schiffselektrotechnik.

## Werke (Auswahl)
- Schiffbau. Schiffselektrik. Berlin 1952.
- Elektrotechnik auf Schiffen. Leipzig 1954.
- Elektrische Schiffsanlagen. Entwurf und Ausführung. Berlin 1963, 3. Aufl. 1968.